# Aristolochia littoralis
Aristolochia littoralis (synoniem: Aristolochia elegans Mast.) is een klimplant met hartvormige bladeren met een grijsgroene onderkant. Bij kneuzing verspreiden de bladeren een onaangename geur.
De bloemen staan solitair in de bladoksels op lange stelen. Ze zijn opgebouwd uit een kromme, groengele, circa 3,5 cm lange bloembuis die uitloopt in een circa 10 cm lange, paarsbruine, onregelmatig bruin- en witgevlekte zoom.
Aristolochia littoralis komt van nature voor in Brazilië.

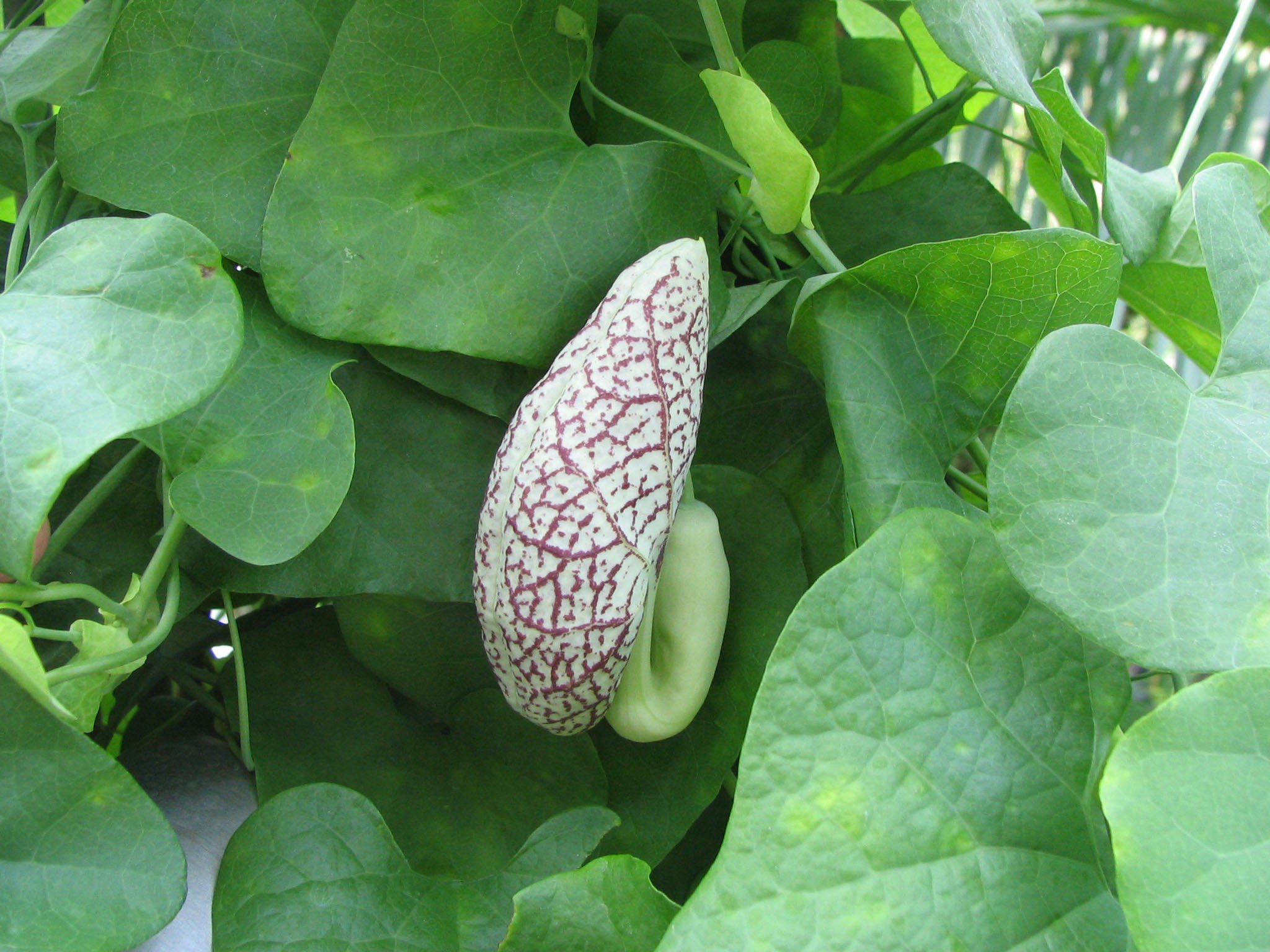